# 동백6로
동백6로는 경기도 용인시 기흥구 동백동중부를 가로지르는 616m의 도로이다. 도로명은 동백동에서 유래하였다.

## 노선
| 이름                   | 접속 노선    | 소재지               | 비고 |
| ---------------------- | ------------ | -------------------- | ---- |
| 이마트사거리           | 동백죽전대로 | 용인시 기흥구 동백동 |      |
| 동백119안전센터사거리  | 동백중앙로   | 용인시 기흥구 동백동 |      |
| 백현마을롯데캐슬사거리 | 동백5로      | 용인시 기흥구 동백동 |      |
| 동백3로와 직결         |              |                      |      |

## 같이 보기
- 동백평촌로